# Colorina
Colorina ist eine norditalienische Gemeinde (comune)  in der Provinz Sondrio in der Lombardei.

## Lage und Einwohner
Die Gemeinde Colorina liegt etwa 13 Kilometer südwestlich von der Provinzhauptstadt Sondrio im Veltlin. Zusammen mit den Fraktionen Poira, Colorina Centro, Valle, Selvetta, Piani und Rodolo hat die Gemeinde 1324 Einwohner (Stand 31. Dezember 2024).
Die Nachbargemeinden sind Berbenno di Valtellina, Buglio in Monte, Forcola und Fusine.

### Verkehrsanbindung
Die Gemeinde liegt unweit der Strada Statale 38 dello Stelvio (SS38) von Piantedo nach Bozen. Die Provinzstraße Nr. 16 führt mitten durch den Ort. Die nächstgelegenen Bahnhöfe sind in Ardenno-Masino und S. Pietro Berbenno der Veltlinbahn. Mit dem Bus iwird Colorina mit den Linien A1 (Sondrio-Morbegno-Chiavenna), A50 (Sondrio-Sirta) und A18 (Morbegno-Selvetta) bedient

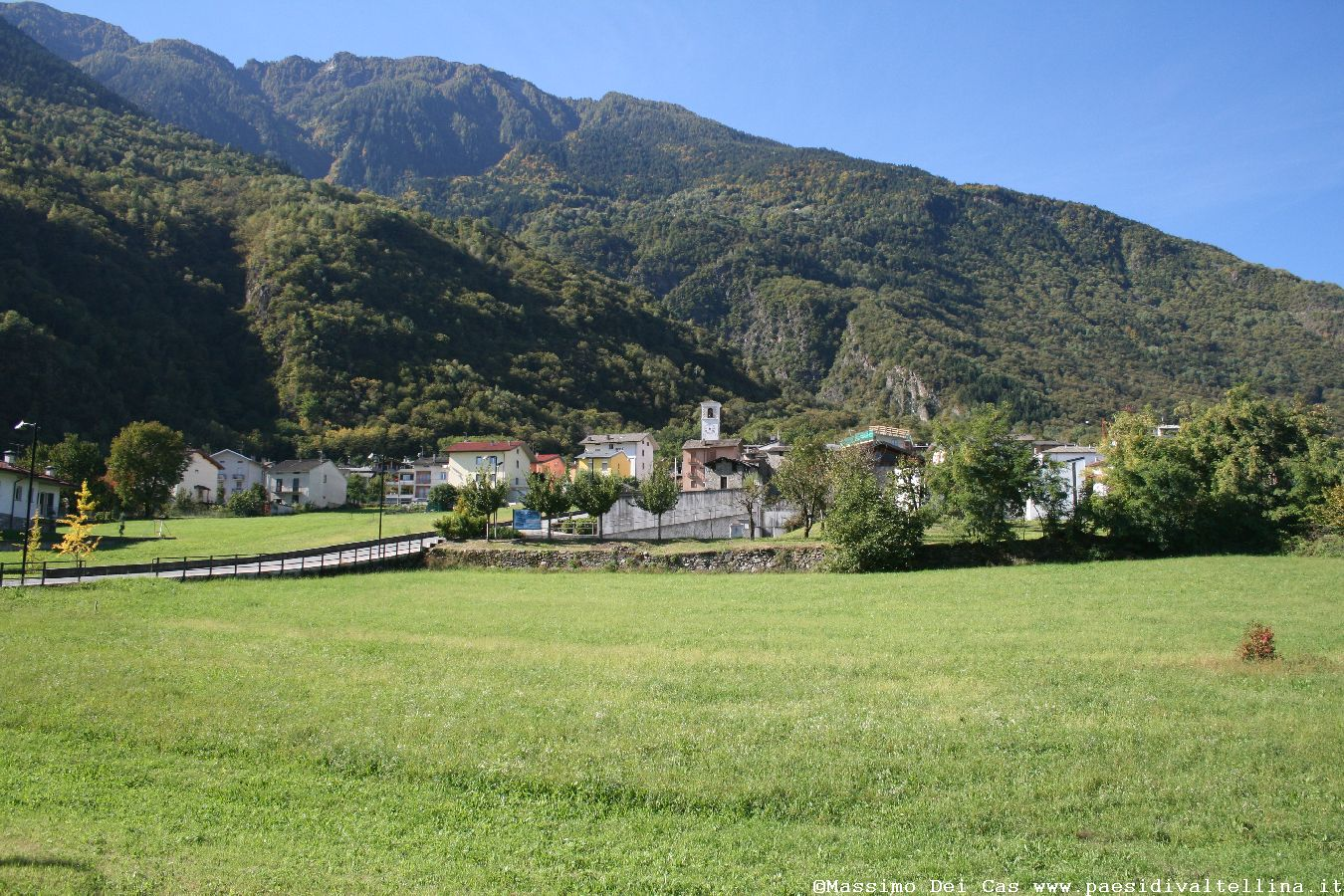
Colorina

## Sehenswürdigkeiten

### Sakrale Bauten
- Kirchlein San Giacomo im Ortsteil Gaggine, mittelalterlich.

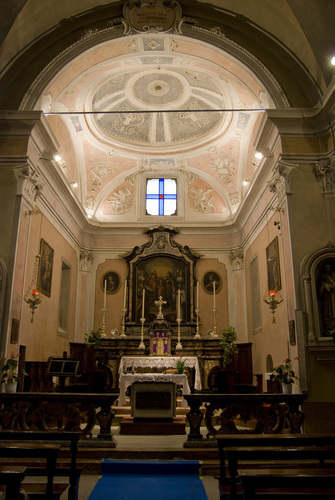
Kirche San Bernardo

- Pfarrkirche San Bernardo im Ortsteil Colorina mif Gemälden von Pietro Ligarie.
- Santuario del Divin Prigioniero a Valle – Voluto da don Folci nel 1923, con affreschi di Nicola Arduino e reliquie sia di DonGiovanni Folci sia del Beato Pagano da Lecco.
- Pfarrkirche Beata Vergine Immacolata im Ortsteil Rodolo, erbaut XV. Jahrhundert mit Fresko Gloria di Dio und imposanter Glockenturm.

### Zivilbauten
- Alte öffentliche Brunnen wie Acqua Buna im Ortsteil Rodolo.
- Alte Mühle Zamboni (XIX Jahrhundert) noch im Betrieb.
- Die Latteria Sociale, touristischer Treffpunkt.